# Risto Kallaste
Risto Kallaste, född 23 februari 1971, är en estländsk tidigare fotbollsspelare. Han spelade back, och gjorde 36 landskamper för Estland, debuten kom den 3 juni 1992 mot Slovenien.
Han är känd för sina inkast, och hans son Ken spelar också fotboll.